# Koningsombervis
De koningsombervis (Menticirrhus americanus) is een straalvinnige vis uit de familie van de ombervissen (Sciaenidae). De wetenschappelijke naam van de soort werd als Cyprinus americanus in 1758 gepubliceerd door Carl Linnaeus. De vis kan maximaal 50 cm lang en 1070 gram zwaar worden.

## Leefomgeving
De koningsombervis komt in zeewater en brak water voor. De vis leeft hoofdzakelijk in de subtropische zone van de Atlantische Oceaan. De diepteverspreiding is 0 tot 40 m.
De vis wordt in kleine aantallen in de kustwateren van Suriname aangetroffen.

## Relatie tot de mens
Menticirrhus americanus is voor de visserij van aanzienlijk commercieel belang. In de hengelsport wordt er weinig op de vis gejaagd.